# Тевет
Тевет (ивр. טֵבֵת‎; Тебет; Тебеф) — четвёртый месяц  еврейского календаря и десятый гражданского. В этом месяце 29 дней. Приходится на декабрь-январь.
На начало Тевета попадают последние два или три (в зависимости от длины предыдущего месяца кислева) дня праздника Ханука.
В 10-й день этого месяца иудеи держат пост в память о начале осады Иерусалима Навуходоносором.
Месяцу Тевет соответствует созвездие Козерог.